# اولیویا فرگوسن
اولیویا فرگوسن (انگلیسی: Olivia Fergusson؛ زادهٔ ۲۷ مارس ۱۹۹۵) بازیکن فوتبال اهل بریتانیا است.
از باشگاه‌هایی که در آن بازی کرده‌است می‌توان به باشگاه فوتبال استون ویلا اشاره کرد.
وی همچنین در تیم ملی فوتبال England U17 بازی کرده‌است.